# Beaurevoir British Cemetery
Beaurevoir British Cemetery is een Britse militaire begraafplaats met gesneuvelden uit de Eerste Wereldoorlog, gelegen in de Franse plaats Beaurevoir in het departement Aisne. De begraafplaats werd ontworpen door Herbert Baker en ligt langs de weg naar Malincourt op 570 meter ten noorden van het centrum (gemeentehuis) van de gemeente. Het terrein heeft een onregelmatige vorm met een oppervlakte van 935 m² en is omgeven door een natuurstenen muur. De begraafplaats ligt iets hoger dan het straatniveau en is toegankelijk langs enkele traptreden. Aan de toegang staat het Cross of Sacrifice. Er liggen 290 slachtoffers begraven.

## Geschiedenis
Tijdens het geallieerde eindoffensief werd Beaurevoir op 3 oktober 1918 door 2nd Australian Division aangevallen en twee dagen later door troepen van de 25th Division veroverd. In diezelfde maand werd de begraafplaats door de 66th Division aangelegd. Na de wapenstilstand werden nog 70 slachtoffers, die begraven waren in de Communal Cemetery German Extension naar hier overgebracht.
Onder de 244 geïdentificeerde slachtoffers zijn er 179 Britten, 64 Zuid-Afrikanen en 1 Australiër. Er liggen 46 niet geïdentificeerde doden. Voor 4 Britten werden Special Memorials opgericht omdat men aanneemt dat ze zich onder de naamloze grafzerken bevinden.

## Graven

### Onderscheiden militairen
- James Gaffney, kapitein bij de Royal Dublin Fusiliers werd onderscheiden met het Military Cross (MC).
- J. Anderson, sergeant bij de Durham Light Infantry werd onderscheiden met de Distinguished Conduct Medal (DCM) en de Military Medal (MM).
- sergeant-majoor W. Adamson, sergeant A. Wanklin en de Australische korporaal James Alexander Renwick ontvingen de Distinguished Conduct Medal (DCM).

### Minderjarige militairen
- korporaal Victor Charlie Cox en soldaat Alfred William David Penniall, beide dienend bij de South African Infantry waren 17 jaar toen ze sneuvelden.